# Colonia Esther
Colonia Esther é uma comuna da província de Santa Fé, na Argentina.